# Seznam neapolských královen
Toto je seznam neapolských královen. Mnoho neapolských králů mělo více než jednu manželku; se svou ženou se mohli rozvést nebo mohla zemřít.

## Manželky králů zrodu Trastámarů
| Portrét | Jméno                  | Dynastie     | Narození–úmrtí | Sňatek             | Královnou od–do | Manžel                     |
| ------- | ---------------------- | ------------ | -------------- | ------------------ | --------------- | -------------------------- |
|         | Marie Kastilská        | Trastámarové | 1401–1458      | 12. října 1415     | 1442–1458       | Alfons I. Velkodušný       |
|         | Isabella z Chiaromonte |              | 1424–1465      | 30. května 1444/45 | 1458–1465       | Ferdinand I. „Ferrante“    |
|         | Johana Aragonská       | Trastámarové | 1454–1517      | 1476               | 1476–1494       | Ferdinand I. „Ferrante“    |
|         | Johana Neapolská       | Trastámarové | 1478–1518      | 1496               | 1496–1496       | Ferdinand II. „Ferrantino“ |
|         | Isabella del Balzo     |              | † 1533         | 28. listopadu 1486 | 1496–1500       | Fridrich I.                |

## Manželky králů zrodu Orléans-Valois
| Portrét | Jméno          | Dynastie | Narození–úmrtí | Sňatek | Královnou od–do | Manžel                  |
| ------- | -------------- | -------- | -------------- | ------ | --------------- | ----------------------- |
|         | Anna Bretaňská | Bretaň   | 1477–1514      | 1499   | 1500–1504       | Ludvík XII. Francouzský |

## Manželky králů zrodu Trastámarů
| Portrét | Jméno             | Dynastie     | Narození–úmrtí | Sňatek         | Královnou od–do | Manžel                   |
| ------- | ----------------- | ------------ | -------------- | -------------- | --------------- | ------------------------ |
|         | Isabela Kastilská | Trastámarové | 1451–1504      | 19. října 1469 | 1469–1504       | Ferdinand III. Katolický |
|         | Germaine z Foix   |              | 1488–1538      | 1505           | 1505–1516       | Ferdinand III. Katolický |

## Manželky králů zHabsburské dynastie
| Portrét | Jméno                 | Dynastie         | Narození–úmrtí | Sňatek             | Královnou od–do | Manžel                     |
| ------- | --------------------- | ---------------- | -------------- | ------------------ | --------------- | -------------------------- |
|         | Isabela Portugalská   | Avizové          | 1503–1539      | 10. března 1526    | 1526–1539       | Karel IV. (císař Karel V.) |
|         | Marie Tudorovna       | Tudorovci        | 1516–1558      | 25. července 1554  | 1556–1558       | Filip I.                   |
|         | Alžběta z Valois      | Valois-Angoulême | 1545–1568      | 1559               | 1559–1568       | Filip I.                   |
|         | Anna Habsburská       | Habsburkové      | 1549–1580      | 4. května 1570     | 1570–1580       | Filip I.                   |
|         | Markéta Štýrská       | Habsburkové      | 1584–1611      | 18. dubna 1599     | 1598–1611       | Filip II.                  |
|         | Izabela Bourbonská    | Bourboni         | 1602–1644      | 25. listopadu 1615 | 1621–1644       | Filip III.                 |
|         | Marie Anna Habsburská | Habsburkové      | 1634–1696      | 8. listopadu 1649  | 1649–1665       | Filip III.                 |
|         | Marie Luisa Orleánská | Orléanští        | 1662–1689      | 19. listopadu 1679 | 1679–1689       | Karel V.                   |
|         | Marie Anna Neuburská  | Wittelsbachové   | 1667–1740      | 4. května 1690     | 1690–1700       | Karel V.                   |

## Manželky králů zBourbonské dynastie
| Portrét | Jméno                | Dynastie | Narození–úmrtí | Sňatek           | Královnou od–do | Manžel    |
| ------- | -------------------- | -------- | -------------- | ---------------- | --------------- | --------- |
|         | Marie Luisa Savojská | Savojští | 1688–1714      | 2. listopad 1701 | 1700–1713       | Filip IV. |

## Manželky králů zHabsburské dynastie
| Portrét | Jméno                                       | Dynastie | Narození–úmrtí | Sňatek        | Královnou od–do | Manžel                      |
| ------- | ------------------------------------------- | -------- | -------------- | ------------- | --------------- | --------------------------- |
|         | Alžběta Kristýna Brunšvicko-Wolfenbüttelská | Welfové  | 1691–1750      | 1. srpna 1708 | 1713–1734       | Karel VI. (císař Karel VI.) |

## Manželky králů zBourbonské dynastie
| Portrét | Jméno                               | Dynastie             | Narození–úmrtí | Sňatek          | Královnou od–do | Manžel        |
| ------- | ----------------------------------- | -------------------- | -------------- | --------------- | --------------- | ------------- |
|         | Marie Amálie Saská                  | Wettinové            | 1724–1760      | 1738            | 1738–1759       | Karel VII.    |
|         | Marie Karolína Habsbursko-Lotrinská | Habsbursko-Lotrinští | 1752–1814      | 12. května 1768 | 1768–1806       | Ferdinand IV. |

## Manželky králů zdynastie Bonapartů
| Portrét | Jméno              | Dynastie    | Narození–úmrtí | Sňatek         | Královnou od–do | Manžel        |
| ------- | ------------------ | ----------- | -------------- | -------------- | --------------- | ------------- |
|         | Julie Clary        |             | 1771–1845      | 1794           | 1808–1813       | Josef I.      |
|         | Karolína Bonaparte | Bonapartové | 1782–1839      | 20. ledna 1800 | 1808–1815       | Joachim Murat |